# Samuel Maclay
Samuel Maclay (* 17. Juni 1741 im Lurgan Township, Province of Pennsylvania; † 5. Oktober 1811 im Buffalo Township, Pennsylvania) war ein US-amerikanischer Politiker (Demokratisch-Republikanische Partei), der den Bundesstaat Pennsylvania in beiden Kammern des Kongresses vertrat.
Der im heutigen Franklin County geborene Samuel Maclay war der jüngere Bruder von William Maclay, der von 1789 bis 1791 als einer der beiden ersten US-Senatoren für Pennsylvania amtierte. Nach Abschluss seiner Schulausbildung betätigte er sich in der Landwirtschaft sowie als Landvermesser, ehe er auf amerikanischer Seite im Unabhängigkeitskrieg kämpfte.
Sein erstes politisches Mandat hatte Maclay zwischen 1787 und 1791 als Abgeordneter im Repräsentantenhaus von Pennsylvania inne. Danach fungierte er von 1792 bis 1795 als beigeordneter Richter am Gerichtshof des Franklin County. Am 4. März 1795 zog er dann ins Repräsentantenhaus der Vereinigten Staaten ein, wo er bis zum 3. März 1797 verblieb; eine weitere Amtszeit im Repräsentantenhaus seines Heimatstaats schloss sich unmittelbar an. Von 1798 bis 1802 saß er im Senat von Pennsylvania, wo er ab 1801 das Amt des Speakers ausübte.
Ab dem 4. März 1803 nahm Maclay schließlich sein Mandat im Senat der Vereinigten Staaten wahr, wo er auf James Ross folgte. Auf Staatsebene war er populär und wurde zeitweise als Kandidat für den Posten des Gouverneurs genannt, doch die entsprechende Nominierung fiel im Jahr 1808 an Simon Snyder. Während seiner Zeit im Senat geriet er in Konflikt mit Teilen seiner eigenen Partei, weil er dem von Präsident Thomas Jefferson erlassenen Handelsembargo kritisch gegenüberstand und die Nominierung von James Madison als Jeffersons Nachfolger kritisierte; er stand auf der Seite von George Clinton. Da Madisons Nominierung in Pennsylvania überwiegend auf Zuspruch stieß, sah Maclay für eine Wiederwahl durch das Staatsparlament keine Chance und trat deshalb noch vor Ablauf seiner Amtsperiode am 4. Januar 1809 zurück.
Er setzte sich danach zur Ruhe und starb zwei Jahre darauf in Buffalo. Beigesetzt wurde er auf dem Driesbach Church Cemetery. Maclays Sohn William wurde ebenfalls Politiker und gehörte von 1815 bis 1821 dem US-Repräsentantenhaus an.